# Joint de macle
Un joint de macle (en anglais crystal twin, littéralement « cristal jumeau ») est un joint de grain qui est également un plan de symétrie miroir pour les réseaux des cristallites.
Il résulte en général d'une déformation plastique appelée maclage (en anglais twinning, litt. « jumelage »).